# Mikael I av Rumänien
Mikael I av Rumänien (rumänska: Mihai), född 25 oktober 1921 på slottet Peleș nära Sinaia i Prahova, död 5 december 2017 i Aubonne i Vaud i Schweiz, var kung av Rumänien 1927–1930 och 1940–1947. Han var son till Carol II av Rumänien och Helena av Grekland.

## Biografi
Mikael I av Rumänien föddes som son till den dåvarande kronprinsen, senare Carol II av Rumänien. Hans farfar var kung Ferdinand I av Rumänien. Hans far frånsade sig tillfälligt anspråken till tronen när han lämnade Rumänien  med sin älskarinna Magda Lupescu 1925. När Ferdinand avled 1927 blev Mikael hans efterträdare som Mikael I av Rumänien. Eftersom Mikael var minderårig under sin första regentperiod 1927–1930 tillsattes en förmyndarregering under ledning av Mikaels farbror, prins Nicolas. 
1930 återvände Carol till Rumänien och övertog kungavärdigheten från sin minderårige son. Carol grep makten över landet 1938 vid en statskupp, då han upplöste alla partier. Vid andra världskrigets utbrott slöt sig Carol till Tyskland och en militärjunta tillsattes under ledning av general Ion Antonescu, som fick diktatoriska rättigheter. Antonescu tvingade Carol att abdikera till förmån för sonen Mikael som åter blev kung 1940 efter faderns abdikation. 1944 lät Mikael I avsätta diktatorn Ion Antonescu. Efter ryska påtryckningar måste han utse en kommunistisk regering, som sedan tvingade honom att abdikera 1947.
Mikael gifte sig 10 juni 1948 i Aten med Anne av Bourbon-Parma (18 september 1923–1 augusti 2016), barnbarnsbarn till kung Kristian IX av Danmark. Paret var först bosatt i Storbritannien, men flyttade sedan till USA. Där fick Mikael, som var utbildad pilot, arbete hos flygbolaget Lear Company. Efter några år slog sig familjen ned i Schweiz, där Mikael grundade ett elektronikföretag.

## Upprättelse
Mikael återfick formellt sitt rumänska medborgarskap 1997.
På sin 90-årsdag den 25 oktober 2011 talade han till det rumänska parlamentet och fick stående ovationer. Han hade bjudits in att tala av ledaren för Rumäniens liberala parti, Crin Antonescu. Några ministrar och president Traian Basescu vägrade att närvara vid talet.

## Familj
Gift 10 juni 1948 i Aten med moderns syssling Anne av Bourbon-Parma (1923–2016), på inbjudan av sin morbror Paul I av Grekland. Han var far till bland annat Irina von Hohenzollern-Sigmaringen (född 1953) som tidigare var gift med John Kreuger.

## Barn
1. Margareta av Rumänien (född 26 mars 1949)
2. Elena av Rumänien (född 17 september 1950)
3. Irina av Rumänien (född 28 februari 1953)
4. Sophie av Rumänien (född 29 oktober 1957)
5. Maria av Rumänien (född 13 juli 1964)

## Minneskonsert
Med anledning av kung Mikael I:s död den 5 december 2017, dirigerade den tyske dirigenten Matthias Manasi en minneskonsert med Rumäniens nationella radioorkester och Rumänska radions akademiska kör i Sala Radio på den rumänska radioorkestern i Bukarest den 8 december 2017, som direktsändes över hela världen. Manasi dirigerade Gabriel Faurés Requiem med solisterna Veronica Anușca och Ștefan Ignat samt kompositioner av Ludwig van Beethoven, Ernest Chausson och Jules Massenet med den rumänske violinisten Alexandru Tomescu som solist.

## Ordnar

### Utländska ordnar
- Belgien: Riddare av storkorset av Leopoldsorden[7]
- Bulgariska kungafamiljen: Riddare av storkorset av Sankt Kyrillos och Sankt Methodios orden
- Finland: Storkors med kedja av Finlands Vita Ros orden
- Frankrike
  -  Orléans-franska kungafamiljen: Riddare av storkorset med kedja av Sankt Lazarusorden[8][9][10]
  -  Frankrike: Storkors av Hederslegionen[11]
- Tyska kejserliga familjen: Riddare av storkorset med kedja av Svarta örns orden
  -  Sachsen-Coburg och Gotha: Riddare av storkorset av Saxen-Ernestinska husorden
  -  Hohenzollerns furstliga familj: Riddare av storkorsets av Hohenzollerska husorden
- Grekiska kungafamiljen: Riddare av storkorset av Frälsarens orden
- Grekiska kungafamiljen: Riddare av storkorset med kedja av Sankts Georg och Konstantin orden
- Grekiska kungafamiljen: Riddare av storkorset av Georg I:s orden
- Grekiska kungafamiljen: Riddare av Kungliga familjeorden, 1:a klassen[12]
- Italienska kungafamiljen: Storkors med kedja av Annunziataorden[13]
- Italienska kungafamiljen: Riddare av storkorset av Sankt Mauritius- och Lazarusorden
- Italienska kungafamiljen: Riddare av storkorset av Italienska kronorden
  -  Malteserorden: Riddare av Malteserorden[14][15][16]
- Polen: Storkors av Vita örnens orden[17][18]
- Ryssland
  -  Ryska kejsarfamiljen: Riddare av storkorset med kedja av Sankt Andreas orden[19]
  -  Sovjetunionen: Storofficerare av Segerorden, Särskild klass[20][21][22]
  -  Ryssland: Mottagare av jubileumsmedaljen "60 år av seger i den stora patriotiskt kriget 1941–1945, 1:a klassen"
- Sverige: Mottagare av Carl XVI Gustafs jubileumminnestecken med anledning av hans 50-årsdag[23][24]
- Storbritannien: Riddare av storkorset med kedja av Victoriaorden[25][26]
- Storbritannien: Mottagare av Kung George VI:s kröningsmedalj[27]
- Tjeckien: Storkors med kedja av Vita lejonets orden
- Tjeckien: Mottagare av Försvarsdepartementets förtjänstmedalj, Särskild klass[28]
- Amerikas Förenta Stater: Storofficerare av Legion of Merit[11][29]
- Jugoslaviska kungafamiljen: Riddare av storkorset av Karageorgevitjs stjärnas orden[30]
- Jugoslaviska kungafamiljen: Riddare av storkorset av Sankt Savaorden

## Anfäder
|                           |  |  |  |  |  |  |  |                                           |  |  |  |  |  |  |  |                                                                 |  |  |  |  |  |  |  | Prins Leopold I, Furste av Hohenzollern                   |
|                           |  |  |  |  |  |  |  |                                           |  |  |  |  |  |  |  |                                                                 |  |  |  |  |  |  |  |                                                           |
|                           |  |  |  |  |  |  |  |                                           |  |  |  |  |  |  |  | Kung Ferdinand I av Rumänien                                    |  |  |  |  |  |  |  |                                                           |
|                           |  |  |  |  |  |  |  |                                           |  |  |  |  |  |  |  |                                                                 |  |  |  |  |  |  |  |                                                           |
|                           |  |  |  |  |  |  |  |                                           |  |  |  |  |  |  |  |                                                                 |  |  |  |  |  |  |  | Infantinna Antonia av Portugal                            |
|                           |  |  |  |  |  |  |  |                                           |  |  |  |  |  |  |  |                                                                 |  |  |  |  |  |  |  |                                                           |
|                           |  |  |  |  |  |  |  | Prins Carol                               |  |  |  |  |  |  |  |                                                                 |  |  |  |  |  |  |  |                                                           |
|                           |  |  |  |  |  |  |  |                                           |  |  |  |  |  |  |  |                                                                 |  |  |  |  |  |  |  |                                                           |
|                           |  |  |  |  |  |  |  |                                           |  |  |  |  |  |  |  |                                                                 |  |  |  |  |  |  |  | Prins Alfred I, Hertig av Sachsen-Coburg och Gotha        |
|                           |  |  |  |  |  |  |  |                                           |  |  |  |  |  |  |  |                                                                 |  |  |  |  |  |  |  |                                                           |
|                           |  |  |  |  |  |  |  |                                           |  |  |  |  |  |  |  | Prinsessan Marie av Storbritannien och Sachsen-Coburg och Gotha |  |  |  |  |  |  |  |                                                           |
|                           |  |  |  |  |  |  |  |                                           |  |  |  |  |  |  |  |                                                                 |  |  |  |  |  |  |  |                                                           |
|                           |  |  |  |  |  |  |  |                                           |  |  |  |  |  |  |  |                                                                 |  |  |  |  |  |  |  | Storhertiginnen Maria Alexandrovna av Ryssland            |
|                           |  |  |  |  |  |  |  |                                           |  |  |  |  |  |  |  |                                                                 |  |  |  |  |  |  |  |                                                           |
| Kung Mikael I av Rumänien |  |  |  |  |  |  |  |                                           |  |  |  |  |  |  |  |                                                                 |  |  |  |  |  |  |  |                                                           |
|                           |  |  |  |  |  |  |  |                                           |  |  |  |  |  |  |  |                                                                 |  |  |  |  |  |  |  | Kung Georg I av Grekland                                  |
|                           |  |  |  |  |  |  |  |                                           |  |  |  |  |  |  |  |                                                                 |  |  |  |  |  |  |  |                                                           |
|                           |  |  |  |  |  |  |  |                                           |  |  |  |  |  |  |  | Kung Konstantin I av Grekland                                   |  |  |  |  |  |  |  |                                                           |
|                           |  |  |  |  |  |  |  |                                           |  |  |  |  |  |  |  |                                                                 |  |  |  |  |  |  |  |                                                           |
|                           |  |  |  |  |  |  |  |                                           |  |  |  |  |  |  |  |                                                                 |  |  |  |  |  |  |  | Storhertiginnen Olga Konstantinovna av Ryssland           |
|                           |  |  |  |  |  |  |  |                                           |  |  |  |  |  |  |  |                                                                 |  |  |  |  |  |  |  |                                                           |
|                           |  |  |  |  |  |  |  | Prinsessan Helena av Grekland och Danmark |  |  |  |  |  |  |  |                                                                 |  |  |  |  |  |  |  |                                                           |
|                           |  |  |  |  |  |  |  |                                           |  |  |  |  |  |  |  |                                                                 |  |  |  |  |  |  |  |                                                           |
|                           |  |  |  |  |  |  |  |                                           |  |  |  |  |  |  |  |                                                                 |  |  |  |  |  |  |  | Kejsare Fredrik III av Tyskland                           |
|                           |  |  |  |  |  |  |  |                                           |  |  |  |  |  |  |  |                                                                 |  |  |  |  |  |  |  |                                                           |
|                           |  |  |  |  |  |  |  |                                           |  |  |  |  |  |  |  | Princess Sofia av Preussen                                      |  |  |  |  |  |  |  |                                                           |
|                           |  |  |  |  |  |  |  |                                           |  |  |  |  |  |  |  |                                                                 |  |  |  |  |  |  |  |                                                           |
|                           |  |  |  |  |  |  |  |                                           |  |  |  |  |  |  |  |                                                                 |  |  |  |  |  |  |  | Prinsessan Viktoria, Prinsessan Kunglig av Storbritannien |
|                           |  |  |  |  |  |  |  |                                           |  |  |  |  |  |  |  |                                                                 |  |  |  |  |  |  |  |                                                           |